# Saint-Blaise (Alpes Marítimos)
 Saint-Blaise  es una población y comuna francesa, en la región de Provenza-Alpes-Costa Azul, departamento de Alpes Marítimos, en el distrito de Niza y cantón de Guillaumes.

## Demografía
| 156 | 190 | 210 | 339 | 640 | 892 |
| Para los censos de 1962 a 1999 la población legal corresponde a la población sin duplicidades (Fuente: INSEE [Consultar]) |     |     |     |     |     |